# Open Pereira 2013
L'Open Pereira 2013, noto come Seguros Bolivar Open Pereira per ragioni di sponsorizzazione, è stato un torneo di tennis facente parte della categoria ATP Challenger Tour nell'ambito dell'ATP Challenger Tour 2013. È stata la 3ª edizione del torneo che si è giocata a Pereira in Colombia dal 25 al 31  marzo 2013 su campi in terra rossa e aveva un montepremi di $50,000+H.

## Partecipanti singolare

### Teste di serie
| Nazionalità | Giocatore              | Ranking* | Testa di serie |
| ----------- | ---------------------- | -------- | -------------- |
| Italia      | Paolo Lorenzi          | 59       | 1              |
| Colombia    | Santiago Giraldo       | 90       | 2              |
| Argentina   | Federico Delbonis      | 114      | 3              |
| Brasile     | Rogério Dutra da Silva | 123      | 4              |
| Brasile     | João Souza             | 141      | 5              |
| Croazia     | Ivo Karlović           | 131      | 6              |
| Croazia     | Antonio Veić           | 135      | 7              |
| Colombia    | Alejandro González     | 166      | 8              |

- Ranking al 18 marzo 2013.

### Altri partecipanti
Giocatori che hanno ricevuto una wild card:
- Juan Sebastián Cabal
- Felipe Escobar
- Paolo Lorenzi
- Eduardo Struvay

Giocatori che sono passati dalle qualificazioni:
- Iván Endara
- Federico Gaio
- Jozef Kovalík
- David Souto

Giocatori che hanno ricevuto un entry come alternate:
- Toni Androić

## Partecipanti doppio

### Teste di serie
| Nazionalità | Giocatore            | Nazionalità | Giocatore     | Ranking* | Testa di serie |
| ----------- | -------------------- | ----------- | ------------- | -------- | -------------- |
| Colombia    | Juan Sebastián Cabal | Colombia    | Robert Farah  | 96       | 1              |
| Stati Uniti | Nicholas Monroe      | Germania    | Simon Stadler | 141      | 2              |
| Brasile     | Fabiano de Paula     | Uruguay     | Marcel Felder | 318      | 3              |
| Croazia     | Ivo Karlović         | Germania    | Frank Moser   | 318      | 4              |

- Ranking al 18 marzo 2013.

### Altri partecipanti
Coppie che hanno ricevuto una wild card:
- Sam Barnett /  Kevin Kim
- Nicolás Barrientos /  Eduardo Struvay
- Felipe Escobar /  Carlos Salamanca

## Vincitori

### Singolare
Santiago Giraldo ha battuto in finale  Paul Capdeville con il punteggio di 6–2, 6–4

### Doppio
Nicolás Barrientos /  Eduardo Struvay hanno battuto in finale  Facundo Bagnis /  Federico Delbonis con il punteggio di 3–6, 6–3, [10–6]